# Cappella di San Ponzio
La Cappella di San Ponzio è un edificio religioso di Marsaglia, noto per gli affreschi al suo interno, risalenti all'ottavo decennio del XV secolo.

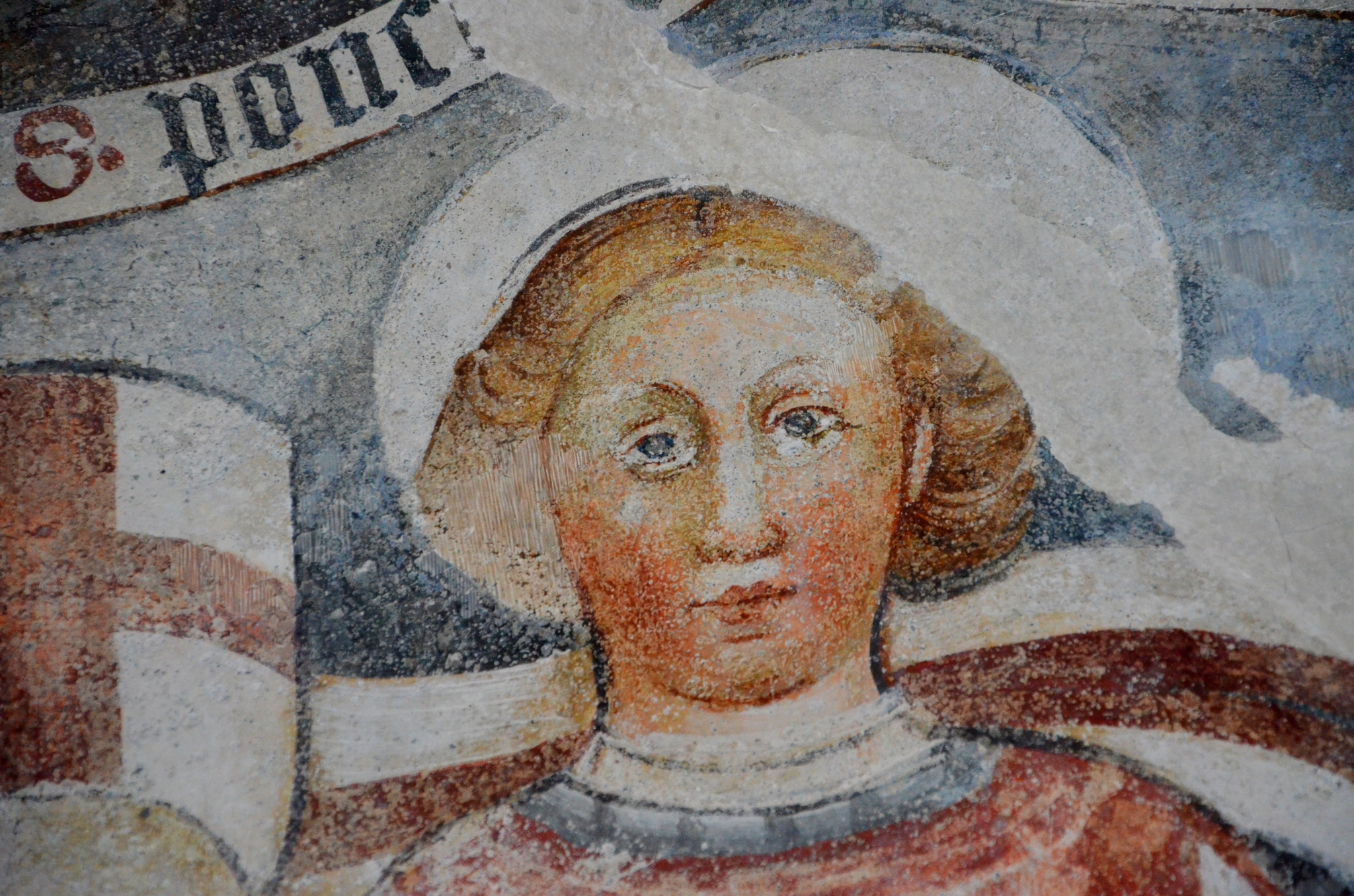
Segurano Cigna, S. Ponzio. Particolare. Marsaglia, cappella di S. Ponzio.

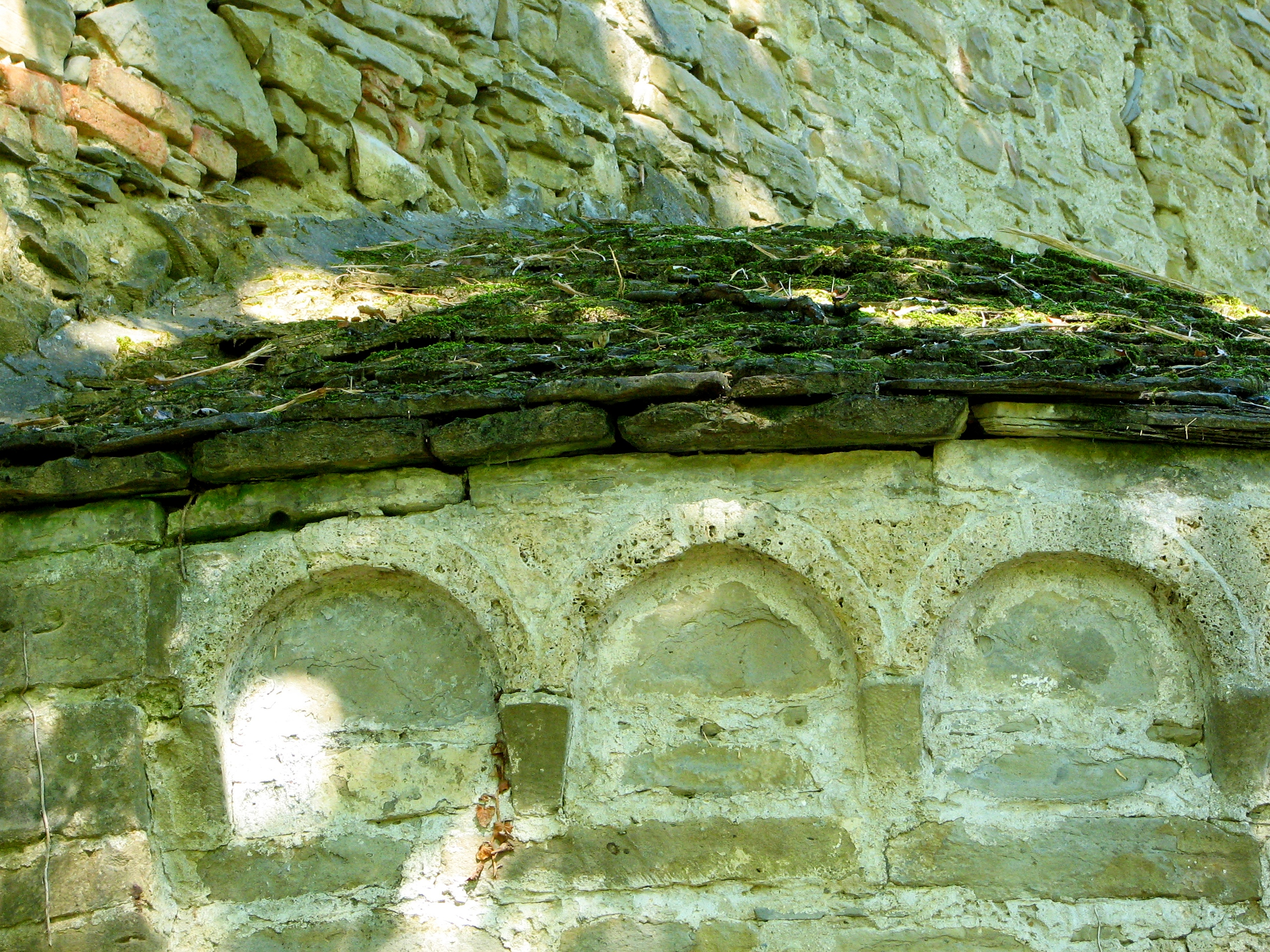
Coronamento ad archetti pensili nella cappella di San Ponzio in Marsaglia.

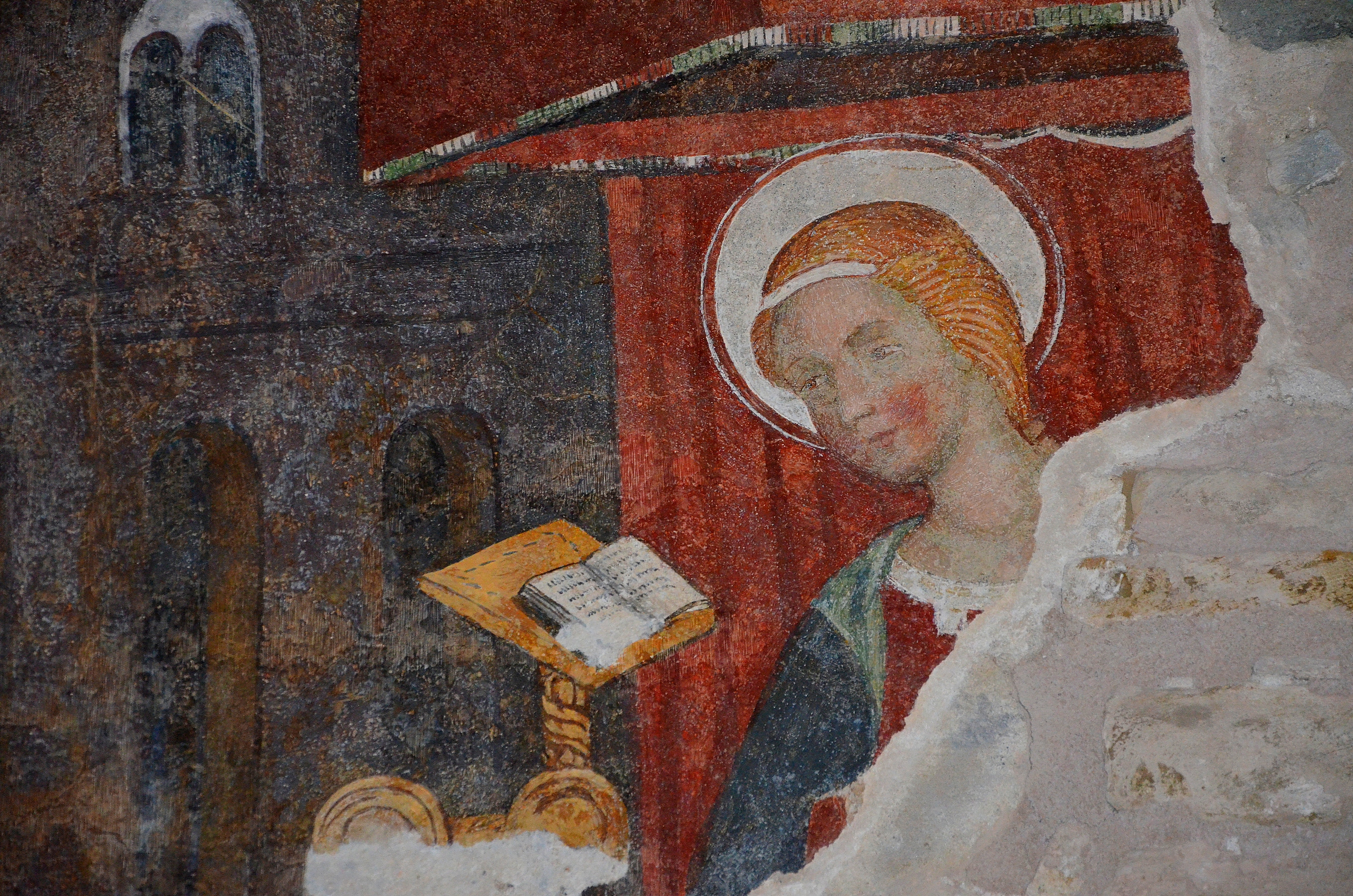
S. Ponzio. Annunciazione

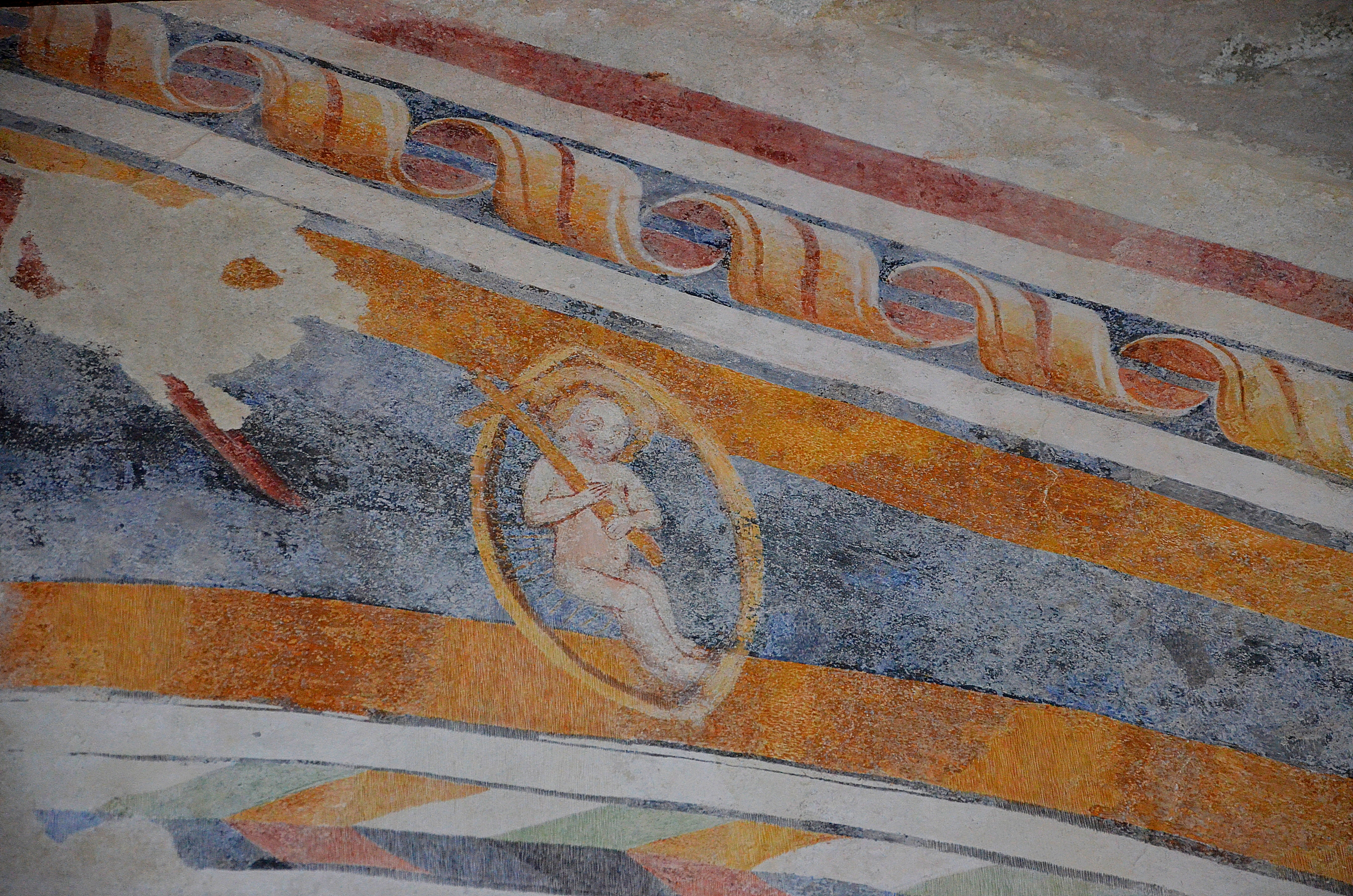
S. Ponzio. Gesù infante discende alla B. V. Annunziata

## La posizione

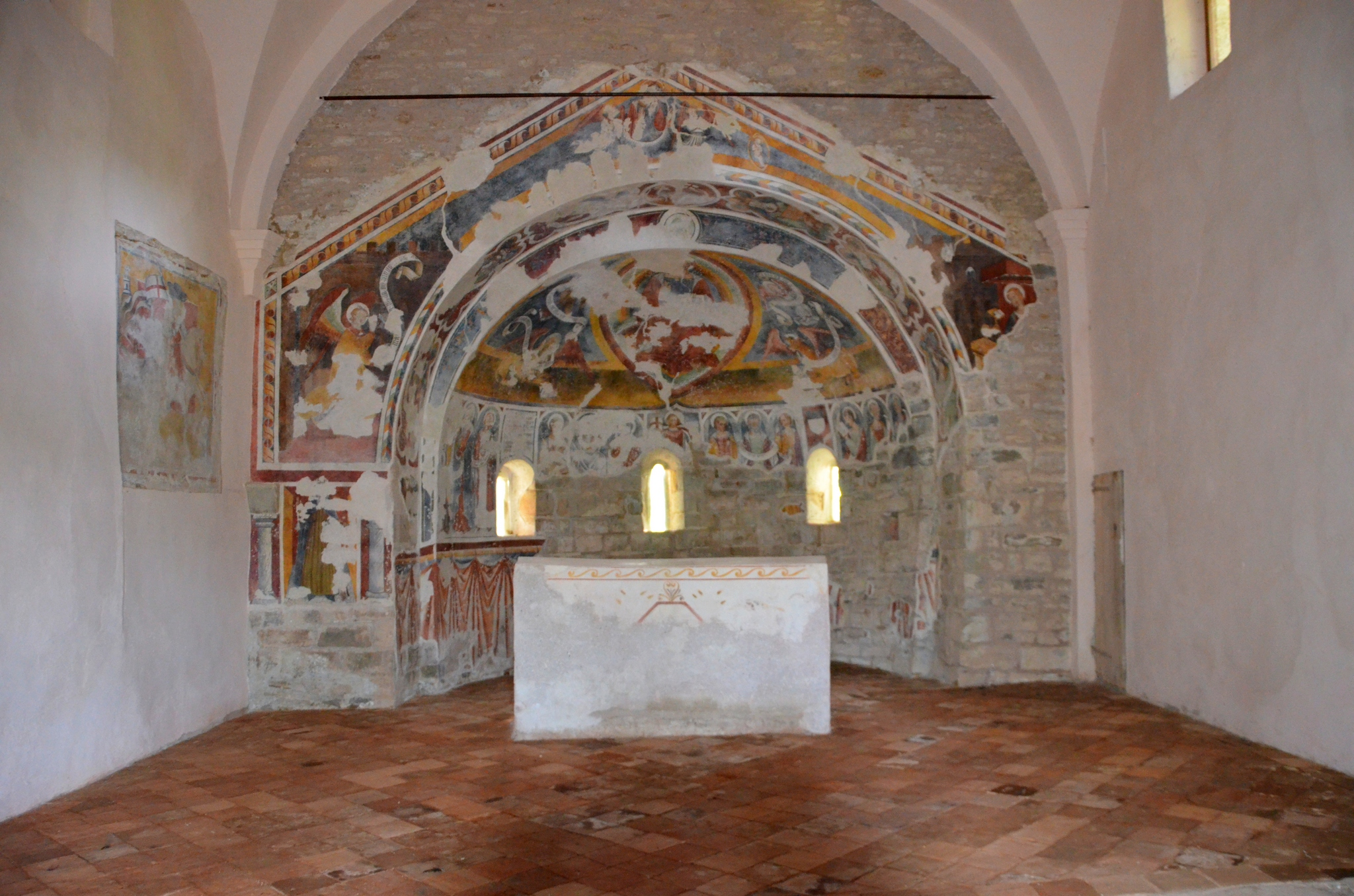
Cappella di S. Ponzio, in Marsaglia. Interno.

La cappella dedicata a San Ponzio è situata nel comune di Marsaglia, in provincia di Cuneo, a breve distanza dal centro abitato, è raggiungibile tramite una strada campestre. Un bosco di cerri circonda l'edificio sacro.

## La storia
Fu chiesa parrocchiale di Marsaglia, menzionata nella visita pastorale di Giovanni Maria Tapparelli, vescovo di Saluzzo, nel 1569. Altre visite pastorali avvennero ad opera di Mons. Pichot negli anni 1584, 1589, 1592, 1596. Altra menzione si trova nei verbali di visita di monsignor Giovanni Giovenale Ancina, nel 1603. In tale occasione, il giorno 6 del mese di novembre 1603, il vescovo Giovenale Ancina cresimò molti giovani fino a notte. Nel giorno seguente, il 7 di novembre, celebrò nuovamente la messa nella stessa chiesa di S. Ponzio. Nel 1628 la chiesa di S. Ponzio non era più considerata parrocchiale, sebbene presso l'edificio si trovasse il cimitero per i contadini che abitavano al di là del torrente Arzola.

## L'architettura
Possiede un'unica navata, orientata, chiusa a levante da un'abside semicircolare di impianto tardo romanico. All'esterno sono visibili i caratteristici archetti pensili e l'impianto in pietra arenaria locale, tagliata e squadrata. Il campanile è di costruzione recente, risale infatti all'anno 1903. Nell'estate del 1976 si verificò il crollo del tetto, di una parte della volta di copertura dell'aula e della facciata. I lavori di restauro terminarono nel 2010.

## Gli affreschi
Il ciclo di affreschi absidali è dovuto a Segurano Cigna; risale all'ottavo decennio del sec. XV e con molta probabilità sono antecedenti al 1486. Tuttavia la frammentarietà dell'iscrizione ci priva di qualche informazione importante sull'esecutore degli affreschi. Nel catino venne rappresentato il Cristo Giudice con i simboli degli Evangelisti. Lungo il muro dell'abside, e sovrastanti ad un velario, furono affrescati i dodici apostoli, raggruppati tre a tre. Ciascun apostolo presenta alla vista dei fedeli un cartiglio che riporta un versetto del Credo. Al centro è raffigurato san Ponzio nella veste di guerriero. Nell'imbotte dell'arco trionfale trovano posto i busti dei profeti e l'immagine dell'Agnus Dei. Sul muro rivolto verso la navata è rappresentato S. Antonio abate, mentre il corrispondente santo, dall'altro lato, è andato perduto. Sulla parte alta dell'arco, a sinistra vi è l'arcangelo Gabriele, che reca il cartiglio della Salutazione angelica. A destra si vede la beata Vergine Annunziata davanti ad un inginocchiatoio. In alto, al sommo dell'arco, il Dio Padre invia alla Madonna un Gesù infante racchiuso in una mandorla. Esiste un affresco minore sulla parete laterale.

## Dedicazione
Per analogia con quanto avviene in altre chiese del Piemonte, si può ritenere che il santo titolare della cappella di Marsaglia sia il santo Ponzio, appartenente alla Legione tebea, e detto di Pradleves. Fu quindi compagno del santo Magno (Legione Tebea) e di   San Maurizio. Il nostro santo fu sinteticamente citato da Guglielmo Baldesano: «perseverando nella confessione di Cristo riceverono il martirio...Constantio, Theodoro, Magno, Pontio...nei contorni della valle di Magra (Maira), poco lontano dal castello detto Villaro (Villar S. Costanzo)». Questo santo fece parte, quindi, della Legione tebea che giunse in Piemonte dopo i fatti di Agaunum nell'anno 286.

## Leggende
Sul sagrato della cappella si trovava una pietra di arenaria, simile ad un grande capitello ed avente una croce incisa. Si narrava che nell'incavo della pietra fluisse tutto l'olio necessario per alimentare la lampada del S. Sacramento. Il prodigio ebbe termine allorché l'olio miracoloso fu sottratto ed impiegato per usi profani. Attualmente tale pietra è posta presso l'ingresso della chiesa parrocchiale di S. Eusebio in Marsaglia.

## Bibliografia

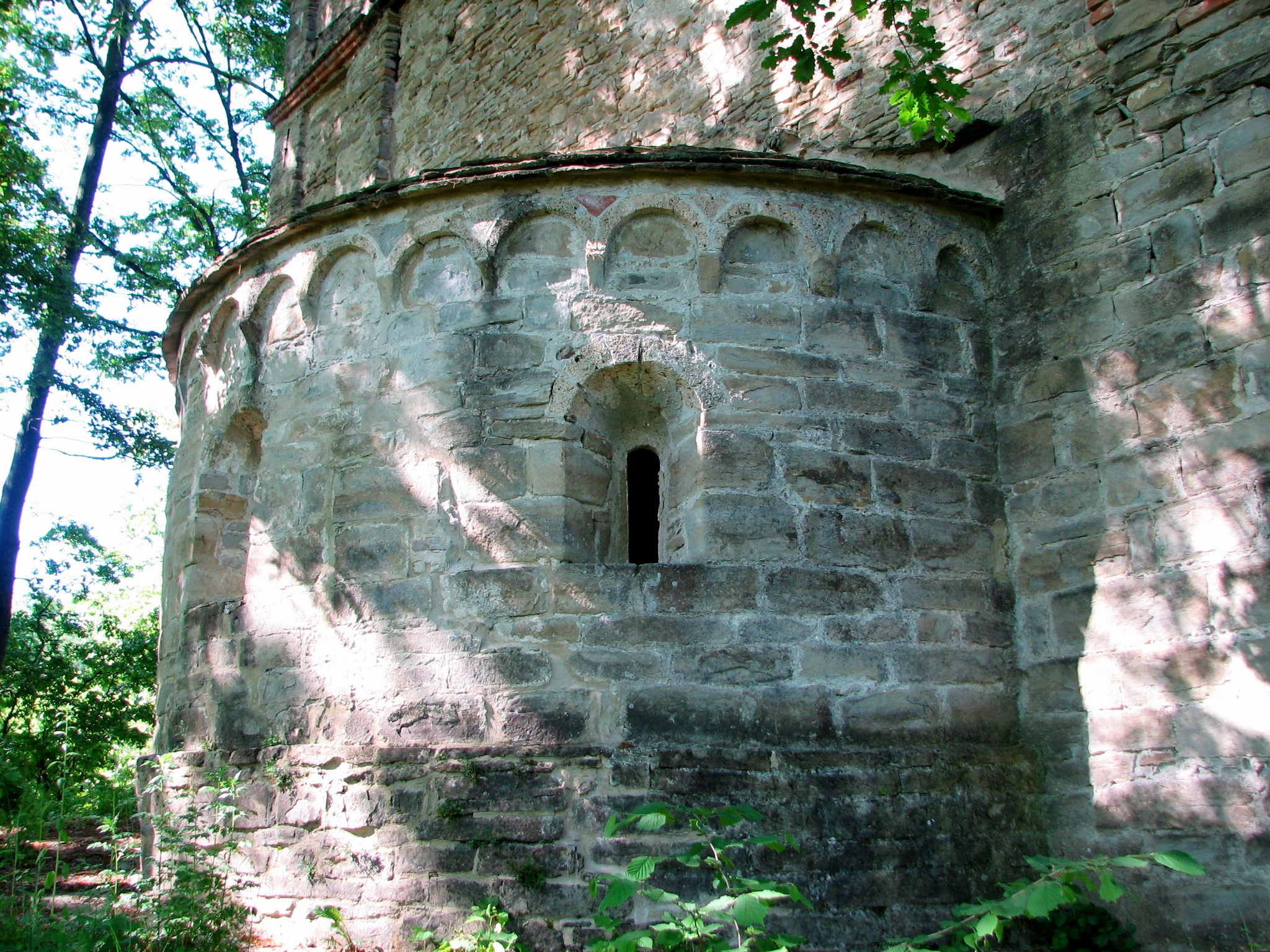
L'abside della cappella di San Ponzio in Marsaglia.